# Bhakkar (distrikt)

Karta över provinsen Punjab med distriktet Bhakkar markerat

Bhakkar  (urdu: بھکر, seraiki: بکھر) är ett distrikt i den pakistanska provinsen Punjab. Distriktet skapades 1981 med staden Bhakkar (känd som Bakhar på Seraiki) som huvudstad.

## Administrativ indelning
Distriktet är indelat i fyra Tehsil.
- Bhakkar Tehsil
- Darya Khan Tehsil
- Kaloorkot Tehsil
- Mankera Tehsil